# Wilhelm Zais (Politiker, 1772)
Wilhelm Zais (* 12. Dezember 1772 in Cannstatt; † 5. Juni 1840 in Cannstatt) war ein deutscher Fabrikant, Stadtrat in Cannstatt und Landtagsabgeordneter im Königreich Württemberg. Er war ein Bruder des Architekten Christian Zais und Onkel des Wiesbadener Hoteliers und Nassauischen Abgeordneten Wilhelm Zais. Er heiratete am 7. August 1800 Helene Kersten, die Tochter von Abraham Kersten in Elberfeld.

## Unternehmerisches Wirken
Die Jugend von Wilhelm Zais war bewegt. Nach seinem Eintritt in den kaufmännischen Beruf arbeitete er zuerst in Frankfurt am Main, dann in Siegen, Berlin, Elberfeld und Brüssel, von wo er öfter nach Paris geschickt wurde. Bei einem seiner Besuche hatte er das Unglück, als englischer Agent verdächtigt und zwei Monate eingesperrt zu werden. Erst durch die Bemühungen des württembergischen Gesandten wurde er wieder in Freiheit gesetzt.
Nun ließ er sich in dem ihm schon bekannten Elberfeld nieder.
Nach dem Eintritt in das Bankhaus Kersten in Elberfeld, später von der Heydt-Kersten & Söhne, heute von der Commerzbank übernommen, erwarb er sich bald die allgemeine Achtung und ehelichte im Jahre 1800 die Tochter.
Dass mit der Färberei gut Geld zu verdienen war, hat Wilhelm Zais in Elberfeld als Bankier natürlich erkannt. Das Färben wurde in der Gegend von Wuppertal bereits Anfang des 18. Jahrhunderts nachgewiesen und 1804 bestanden 15 Türkischrot-Färbereien in Barmen und Elberfeld. Von dort brachte er die Idee nach Cannstatt und kombinierte dies mit Stofffabriken. Damit es ihm an Krapp zur Färbung nicht mangelte, veröffentlichte er Aufrufe zu dessen Anbau.
Zais, der auch als Gastwirt tätig war, hatte bereits 1802 auf der Bellevue bei Cannstatt eine Türkischrot-Färberei eingerichtet. Der Württembergische König Friedrich kaufte ihm die Anlage aber bereits 1806 für 18.000 fl. ab, um dort einen Landsitz errichten zu lassen. 1808 ging Zais dann eine Partnerschaft mit dem Kaufmann Johann Christian Kylius ein und gemeinsam betrieben sie eine Färberei für Baumwollgarne, die zunächst in Stuttgart-Berg nahe dem alten Zollhaus eingerichtet war. Nach der Trennung von Kylius gründete Zais 1812 eine Baumwollfabrik in Cannstatt, die 1838 auf den „Mühlgrün“ in Cannstatt verlegt wurde. Dort ließ er ein fünfstöckiges Fabrikgebäude vom bekannten Architekten Nikolaus Friedrich von Thouret erreichten. Die Fabrik wurde nach seinem Tod von seinen drei Söhnen Adolph, Wilhelm und Albert Zais weitergeführt.
Die Neckar-Zeitung berichtet 1824 über die Gründung der „Elberfelder Feuer- und Lebensversicherungsgesellschaft“ durch Wilhelm Zais.
Er half auch seinem Bruder Christian Zais in Wiesbaden. Dieser beabsichtigte ein modernes Badhaus zu errichten, für das um die 250.000 Gulden veranschlagt wurden. Christian Zais soll vor Beginn jedoch sich über die zu Gebote stehenden Mittel ausweisen. Die wies er nach, indem er Steine und Holz als Kautionskapital auswies und einen Garantieschein seines Bruders Wilhelm vorlegte. Christian Zais erlebte die Fertigstellung seines Bauvorhabens Hotel "Vier Jahreszeiten" nicht und so richteten Wilhelm Zais mit seinem Freund Oberfinanzrat Julius Simon von Nördlinger aus Stuttgart ein Gesuch an den Herzog von Nassau, dass das Badhaus unter dem Schutz der Regierung fertiggestellt werden konnte.

## Politisches Wirken
Zais war auf kommunaler und Landesebene politisch engagiert. Er war Gegner des deutschen Zollvereins, da er erhebliche Nachteile für die württembergische Wirtschaft befürchtete. 1833 wurde er in den württembergischen Landtag gewählt, nach teilweise scharfen öffentlichen Angriffen zog er sich 1836 aus der Politik zurück.

## Trivia
Zais besaß bis 1806 das Haus „am Fuß des Kahlen Steins“ in Cannstatt (später Landhaus Bellevue, im Bereich des heutigen Wilhelma-Parkhauses), bevor es Kronprinz Friedrich Wilhelm von Württemberg (der spätere König Wilhelm I.) mit seiner Frau Katharina als Kronprinzenresidenz bezog.
Er bediente sich in seinem Hause der fortschrittlichen Meißnerschen Methode, um die Wohnung mit erwärmter Luft zu heizen. "Eines der vorzüglichsten Londoner Fortepiano und eine ganz vorzügliche Harfe sind die Haupt-Instrumente der beyden kunstfertigen Töchter und gewährten schon in dieser selteneren Verbindung, noch mehr im Verein mit Gesang,
den Freunden der Harmonie manches reine Vergnügen". Konrad Kocher, der Klavierlehrer der beiden Töchter, besucht deshalb mit dem Klavierbauer Johann Baptist Streicher die Familie Zais. Demoiselle Zais spielte eine Clementische Sonate recht gut".
Im Herbst 1837 machte Johannes Wichelhaus als Student eine Reise ins Badische, Karlsruhe Schaffhausen etc. Über Tübingen kam er nach Stuttgart, "wo er in der Familie Zais Verwandte traf. Er stammte mütterlicherseits von den von der Heydts in Elberfeld ab.
Für seine früh verstorbene Tochter Pauline (1802–1828) ließ Zais ein klassizistisches Grabmonument auf dem Stuttgarter Steigfriedhof errichten, das sich bis heute erhalten hat. Daneben liegt seine Grabstätte, als Pyramide gestaltet und mit dem Spruch nach Sirach versehen: Ich danke dem, der mir Weisheit gab, ich setzte mir vor, mich des Guten zu befleissigen, ich rang von Herzen danach und war fleissig, danach zu handeln.